# آنری دوتیو
آنری دوتیو (به فرانسوی: Henri Dutilleux) ‏(۲۲ ژانویه ۱۹۱۶ - ۲۲ مه ۲۰۱۳) آهنگساز فرانسوی بود. عمده فعالیت حرفه‌ای او در نیمه دوم قرن بیستم میلادی بود.

## برخی از آثار
- کنسرتو ویلن
- کنسرتو ویلنسل
- سونات برای ابوا
- سوناتین برای فلوت
- باله « گرگ »
- « راز لحظه » برای ارکستر
- « صدا(رنگ صدا)، فضا، حرکت یا شب پر ستاره » برای ارکستر

## شنیدن آثار
- چند اثر دوتیو
- youtube